# Rikstrafiken
Rikstrafiken er den statslig myndighed, som har til opgave at støtte offentlig transport i Sverige. Den støtter ikke lokal transport (der gør de enkelte läns egne transportselskaber), bortset fra transport mellem forskellige landsdele. Baggrunden for støtten er at der ellers ikke ville være offentlig transport på visse urentable strækninger, som man mener skal være til stede for at borgerne kan rejse mellem landsdelene uden store omveje. Udenrigstrafik (veje og offentlig transport) støttes ikke af den svenske stat, men i nogle situationer af EU. Rikstrafiken er ikke kendt som et transportselskab, da billetsalg og markedsføring foretages af de enkelte operatører på de støttede strækninger.
Rikstrafiken støtter:
- Fly – især til og fra Norrland
- Tog – i de fleste dele af landet
- Bus – i Norrland, hvor jernbanenettet er tyndest, samt nord-syd mellem länene
- Båd – til og fra Gotland

## Ekstern kilde/henvisning
- Rikstrafikens hjemmeside Arkiveret 22. december 2003 hos  Wayback Machine